# Biên thành Danube
Biên thành Danube hay Biên thành Donau (tiếng Đức: Donaulimes) đề cập đến biên giới quân sự hay Biên thành La Mã dọc theo sông Danube ngày nay thuộc các quốc gia Đức, Áo, Slovakia, Hungary, Croatia, Serbia, Bulgaria và Rumani.
Biên thành được gia cố với các tháp canh, trại La Mã, pháo đài La Mã. Do bờ sông Danube lầy lội và ngoằn ngoèo nên không có bờ lũy nào được xây dựng, không giống như biên thành Neckar-Odenwald ở Đức. Các trại được xây dựng vào giữa thế kỷ thứ 1 với các bờ kè bằng đất. Dưới thời hoàng đế Traianus, các bờ kè được gia cố bằng đá. Một con đường La Mã (tiếng Latinh: Via Istrum) được đặt theo tên của biên thành liên kết các trạm, trại và pháo đài với nhau kéo dài đến tận châu thổ sông Danube.
Năm 2021, biên thành Danube phân đoạn phía tây nằm tại ba quốc gia là Đức, Áo, Slovakia được UNESCO công nhận là Di sản thế giới với tên gọi "Biên giới của Đế quốc La Mã - Biên thành Danube (phân đoạn phía Tây)".

## Mô tả
Do độ dài tuyệt đối của biên thành này nên nó được chia thành 4 phân đoạn:
- Biên thành Thượng Germania-Rhaetia, chỉ những khu vực dọc theo sông Danube mới được tính là của biên thành Danube.
- Biên thành Noric
- Biên thành Pannonia
- Biên thành Moesia

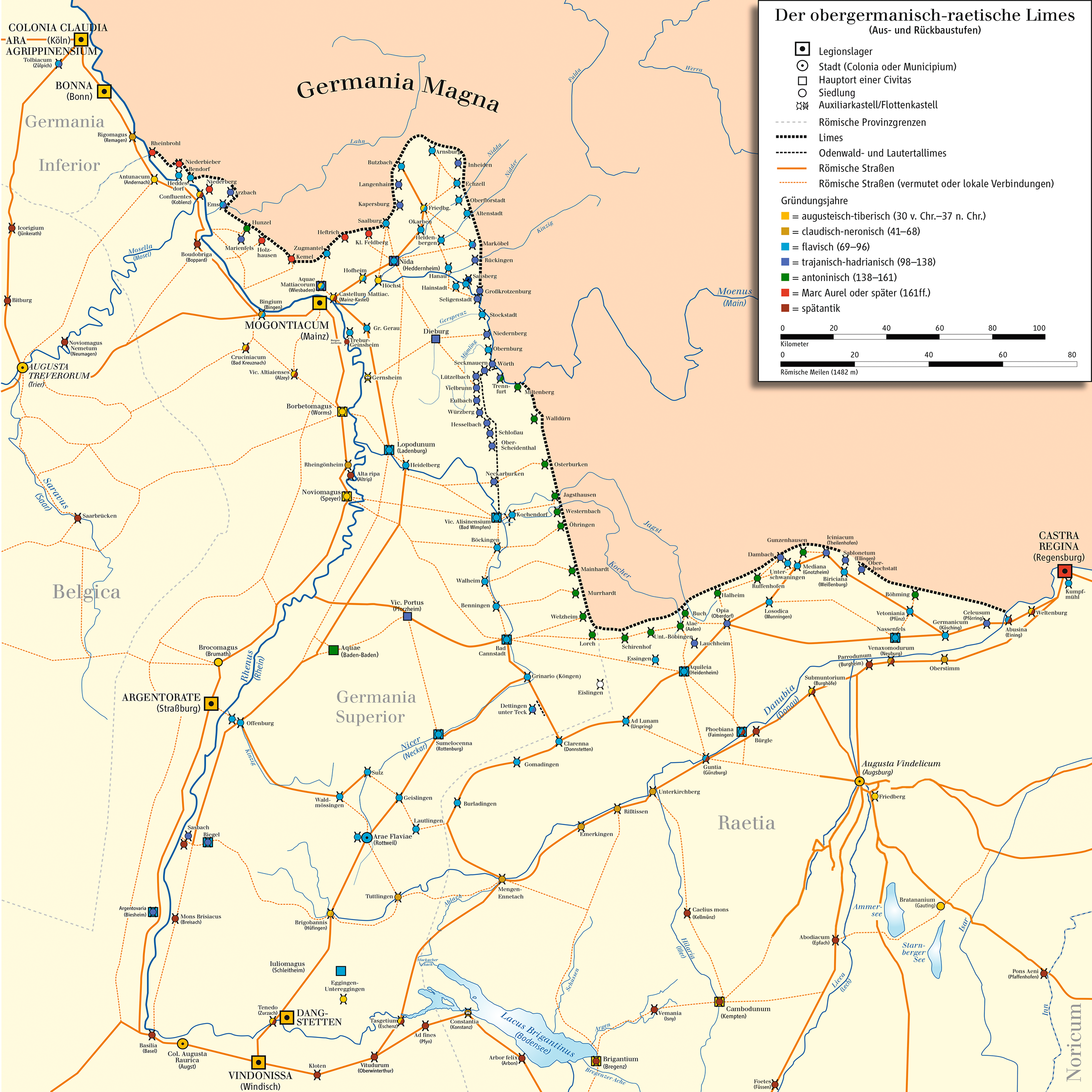
Biên thành Thượng Germania-Rhaetia nằm giữa sông Rhine và Danube
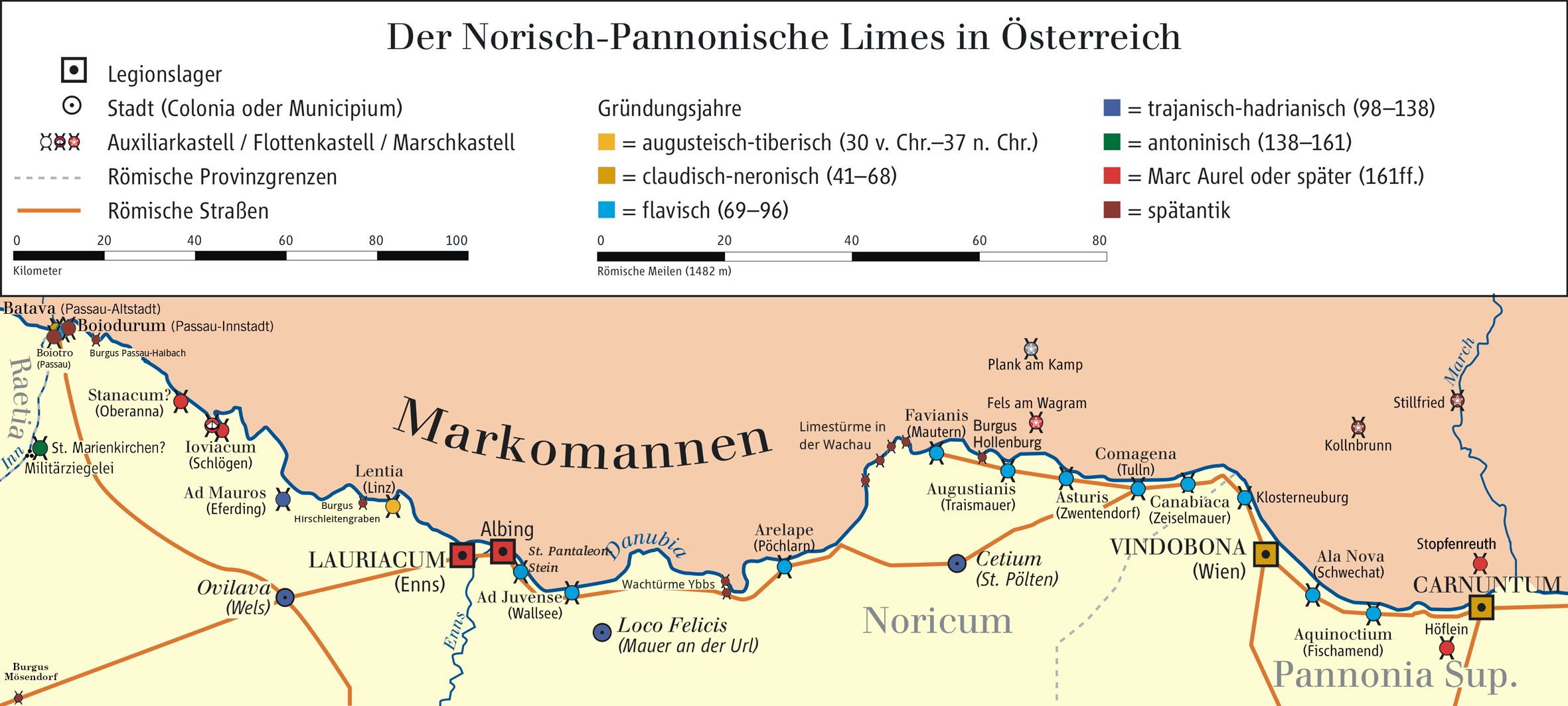
Biên thành Noric-Pannonia nằm tại Áo ngày nay
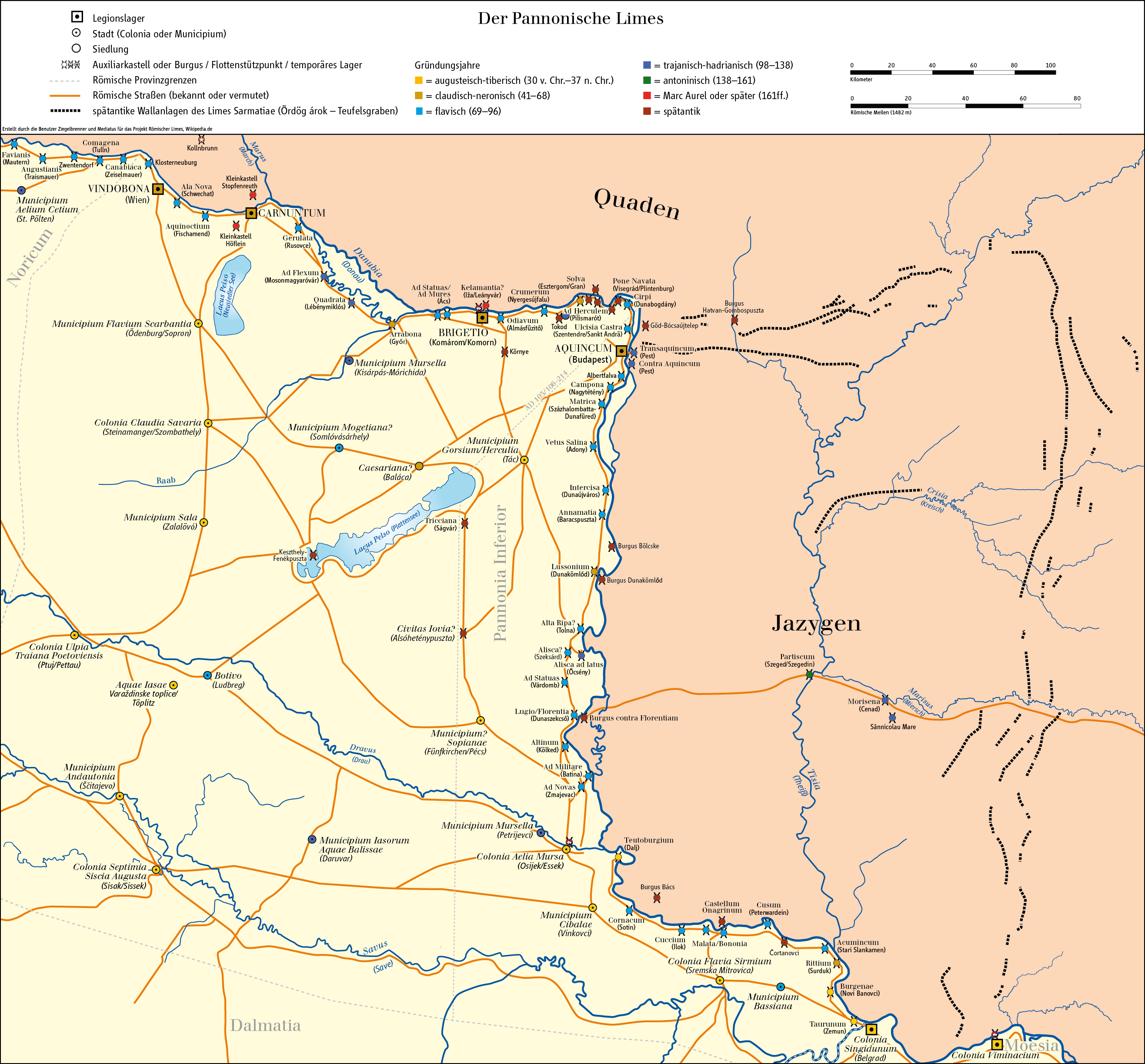
Biên thành Pannonia nằm tại Slovakia, Hungary, Croatia và Serbia ngày nay
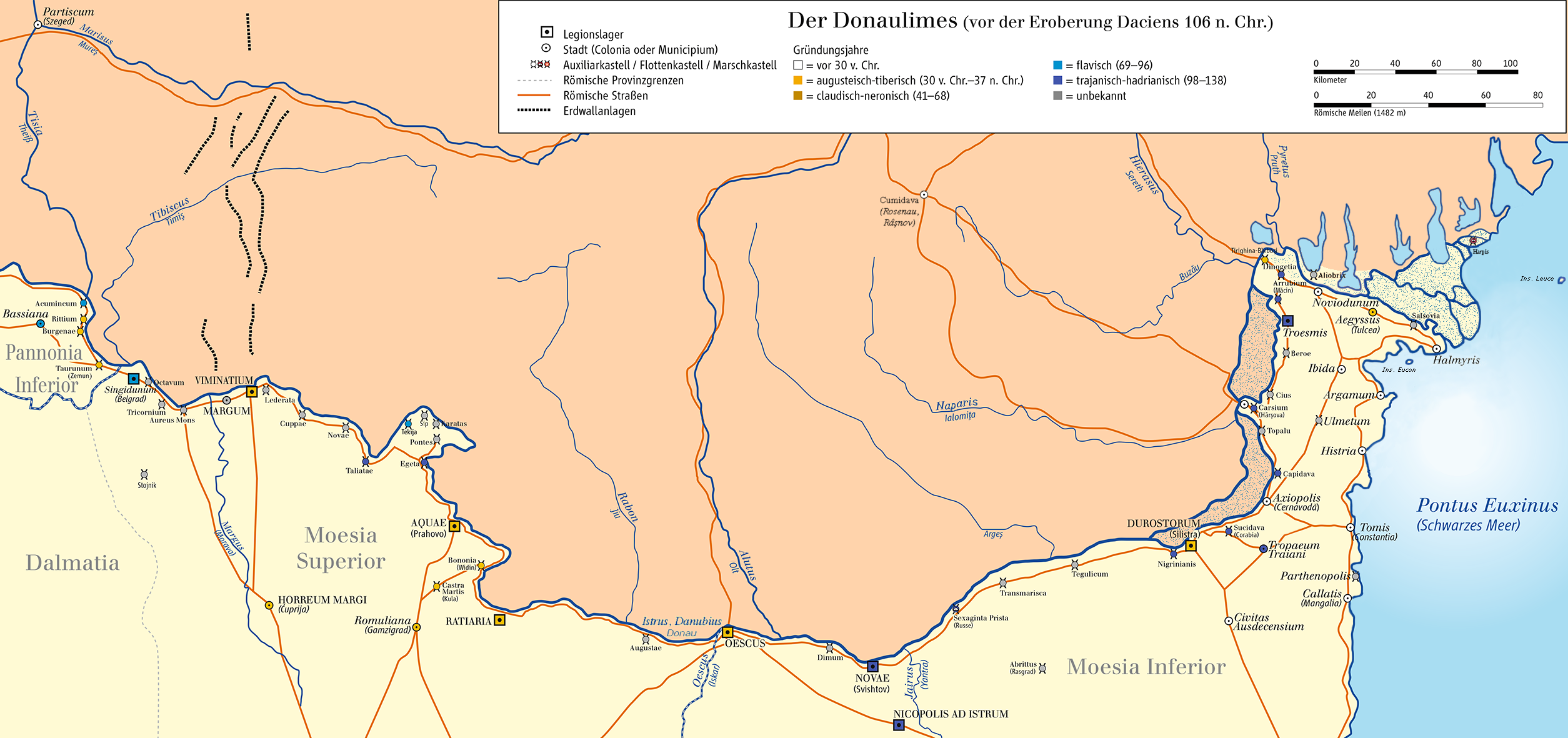
Biên thành Moesia ngày nay thuộc Bulgaria và Rumani

### Biên thành tại Đức và Áo

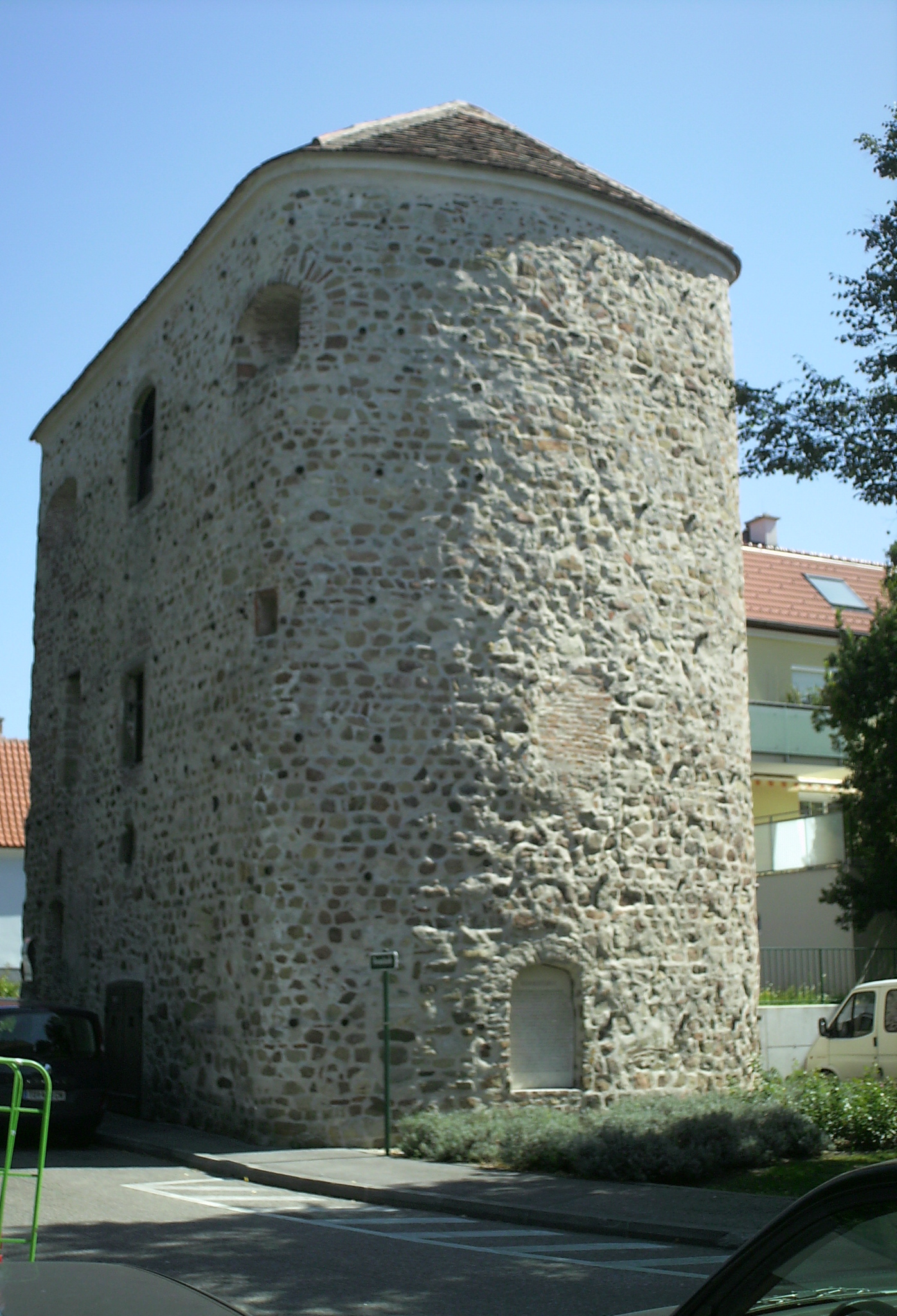
Tháp Salz (Salzturm) tại Tulln, Hạ Áo là một tháp hình móng ngựa.

Carnuntum là trại lâu đời nhất tại Áo. Cách đó 14 kilômét về phía tây là một pháo đài phụ được xây dựng gần Schlögen ở Thượng Áo. Vào thời điểm đó, biên thành chạy từ Viên đến Linz.
Bời vì sông Danube không phải cũng là tuyến phòng thủ vững chãi, cụ thể như tại các đầu cầu được xây dựng trên các bờ phía bắc của nó,  chẳng hạn như ở Stillfried hoặc Oberleiser Berg để chống lại liên minh bộ lạc Marcomanni. Tuy nhiên, chúng đã được dọn dẹp sạch sẽ dưới thời hoàng đế Commodus, con trai của Marcus Aurelius, và một "dải tử thần" rộng 7 kilômét được thiết lập dọc theo sông Danube.
Dưới thời hoàng đế Valentinianus I (364–375), các công sự rơi vào tình trạng hư hỏng ngày càng nhiều, và nâng cấp để phù hợp với các chiến thuật quân sự mới, tường thành đã được gia cố dày lên và các con hào phòng thủ được thêm mới. Ngoài ra, các tháp canh được xây dựng dọc theo các bức tường, chẳng hạn như một tháp canh được phát hiện gần Oberranna vào năm 1960. Tuy nhiên, chúng chỉ tồn tại thêm được 100 năm trước khi đế quốc La Mã sụp đổ. Năm 488, vùng đất thuộc Áo ngày nay đã được khai khẩn. Các công sự của La Mã dọc theo khu vực đất thấp của sông Danube một lần nữa được đại tu, đặc biệt là dưới thời Anastasius I và Justinianus I, chúng cuối cùng đã được sử dụng trong Chiến dịch Balkan của Mauricius. Người tiếp nối ông là Phocas đã tiến hành các hoạt động quân sự lớn hơn và một số công sự đã được duy trì ở tỉnh Moesia Secunda cho đến khi người Bulgar xâm lược vào năm 679.
Một vài tháp phòng thủ còn tồn tại như là Bacharnsdorf ở Hạ Áo, Favianis và Traismauer. Ở Tulln và Zeiselmauer vẫn còn có những tàn tích sót lại cho đến tận ngày nay. Trong khu rừng Kürnberg gần Linz, vẫn còn lại một tháp canh từ thời La Mã.

### Hạ Pannonia
Năm 103 sau Công nguyên, Hoàng đế Traianus chia tách tỉnh Pannonia thành hai là Thượng Pannonia và Hạ Pannonia. Hạ Pannonia chạy dọc theo bờ đông của sông Danube, ngày nay thuộc các quốc gia Hungary, Serbia, Croatia, Bosnia và Herzegovina. Các thuộc địa và thị trấn được xây dựng trên khắp khu vực ở cả hai bờ sông Danube cùng với các pháo đài, đồn trú và căn cứ của người La Mã.

### Hạ Danube
Phần Hạ Danube nằm giữa Bulgaria và Rumani ngày nay được xây dựng dưới thời hoàng đế Tiberius thế kỷ 1 sau công nguyên ở phía bờ sông Danube thuộc Bungaria.
Các trại La Mã, các đơn vị đồn trú nhỏ hơn và các tháp canh được xây dựng ở cả hai bên sông Danube. Các khu định cư dân sự chủ yếu dành cho các cựu binh và lính lê dương La Mã đã ra quân. Một số khu vực đáng chú ý như Oescus, Singidunum, Viminacium, Ratiaria, Novae, Dorostorum, Augustae, Valeriana, Variana, Sexaginta Prista, Almus, Regianum.